# Hobart (Nowy Jork)
Hobart – wieś w Stanach Zjednoczonych, w stanie Nowy Jork, w hrabstwie Delaware.